# TheStreet
O TheStreet é um site especializado em notícias financeiras e educação financeira. Faz parte do Grupo Arena e oferece aos seus leitores conteúdo gratuito e serviços pagos. Um dos serviços mais populares é o Action Alerts Plus, que dá dicas de ações para investir, sob a orientação de Bob Lang e Chris Versace. O site foi criado por Marty Peretz e Jim Cramer, dois nomes conhecidos no mundo das finanças, e já contou com a colaboração de vários jornalistas renomados, como Bob Powell, Aaron Task, Herb Greenberg e Brett Arends.